# محمدهاشم رهبری
محمدهاشم رهبری (زادهٔ ۱۳۲۷-درگذشتهٔ ۱۳۹۲ در تهران)، نمایندهٔ دورهٔ اول، دوم و چهارم از حوزهٔ انتخابیهٔ تهران، ری و اسلامشهر در استان تهران بوده‌است.

## آرای مأخوذه
محمدهاشم رهبری در سال ۱۳۶۱ با کسب ۱۳۷۶۰۲۸ رای از مجموع ۲۵۸۳۲۵۲ رای معادل۵۳/۵٪ آرا به مجلس اول راه پیدا کرد.
محمدهاشم رهبری در سال ۱۳۶۳ با کسب ۵۳۲۴۳۴ رای از مجموع ۱۲۵۱۱۶۰ رای معادل ۴۲/۶٪ آرا به مجلس دوم راه پیدا کرد.
محمدهاشم رهبری در سال ۱۳۷۱ با کسب ۳۴۸۴۷۱ رای از مجموع ۱۰۲۵۶۲۹ رای معادل ۳۳/۹۸٪ آرا به مجلس چهارم راه پیدا کرد.